# Клубовка (Хмельницкая область)
Клубовка (укр. Клубівка) — село в Изяславском районе Хмельницкой области Украины.
Население по переписи 2001 года составляло 1971 человек. Почтовый индекс — 30350. Телефонный код — 3852. Занимает площадь 2,96 км². Код КОАТУУ — 6822182601.
Расположено на правом берегу реки Горынь (приток Припяти).

## История
В 1945 г. Указом Президиума ВС УССР село Клембовка переименовано в Клубовку.

## Местный совет
30350, Хмельницкая обл., Изяславский р-н, с. Клубовка, ул. Б. Хмельницкого, 88

## Известные люди
В селе родились
- Кирпа, Георгий Николаевич — Герой Украины.
- Козярский, Виталий Анатольевич — адвокат.